# 乙弗绍
乙弗绍（501年—567年7月23日），胡姓乙弗氏，本姓华，字荣达，大宁郡小宁县（今河北省张家口市万全区）人，北魏、西魏、北周官员。

## 生平
北魏孝昌年间，乙弗绍被郡中征辟为功曹，很快出任宣威将军、给事中。普泰元年（531年），乙弗绍出任瀛州别驾，加镇远将军。当时高欢在信都郡起兵反对尔朱氏，进攻到瀛州城，以乙弗绍补任右外兵郎中，兼任六州大都督府司马，乙弗绍加征虏将军、中散大夫，转任汾州司马、镇城都督，代理五城郡西河郡二郡太守。沙苑之战后，乙弗绍放弃官职归附西魏，出任大行台右丞。乙弗绍跟随宇文泰参加河桥之战击败高欢，加抚军将军，出任武功郡太守，升任中书舍人。同年，乙弗绍因功获赐爵高唐县开国男，食邑二百户，后越级加镇东将军。大统十六年（550年），乙弗绍获赐姓乙弗氏，升任给事黄门侍郎。魏二年（553年），乙弗绍出任车骑大将军、仪同三司、散骑常侍。魏后元年（554年），乙弗绍跟随柱国、燕国公于谨进攻南梁，因功增加食邑五百户，进爵为伯。北周六官建立后，乙弗绍出任秋官布宪大夫，增加食邑五百户，进爵为侯。魏后二年（555年），乙弗绍奉命出使突厥。武成元年（559年），乙弗绍出任骠骑大将军、开府仪同三司。武成二年（560年），乙弗绍出任夏官职方中大夫，增加食邑三百户，总计一千五百户。保定二年（562年），乙弗绍出任十道大使，查看各地风俗。同年，乙弗绍出任使持节、大都督、文州诸军事、文州刺史。天和元年（566年）春，乙弗绍任满回京，于天和二年七月二日（567年7月23日）因病在家中去世，虚岁六十七。朝廷赠予燕幽二州诸军事、燕州刺史，谥号僖公，同年十月十七日（567年12月3日）葬于小陵原。

## 家庭

### 十一世祖
- 华歆，曹魏太尉[1]

### 曾祖
- 华藐[1]

### 祖父
- 华业，代京内三郎[1]

### 父亲
- 华爽，本郡功曹[1]

### 子女
- 华政，隋朝都督、斌强县县令、高唐县开国侯[3]
- 华端，隋朝东宫右内率、黄瓜县男[4]